# Orsara di Puglia

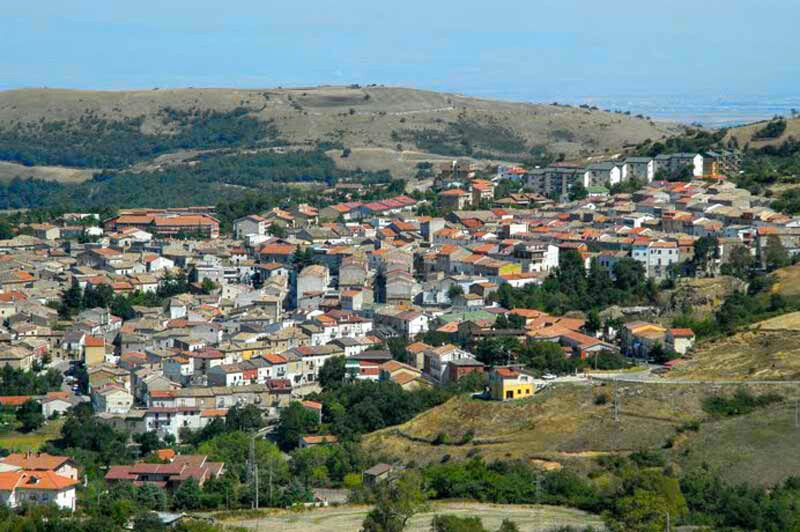
Orsara di Puglia

Orsara di Puglia ist eine italienische Gemeinde mit 2499 Einwohnern (Stand 31. Dezember 2023) und befindet sich 37 km östlich von der Provinzhauptstadt Foggia in der Provinz Foggia in Nordapulien, an der Grenze zur Provinz Avellino in Kampanien.
Die Nachbargemeinden sind Bovino, Castelluccio dei Sauri, Celle di San Vito, Faeto, Greci (AV), Montaguto (AV), Panni, Troia.
Vor der großen Auswanderungswelle in den 1950er und 1960er Jahren spricht man von mehr als 8000 Orsaresi, die in dieser Ortschaft lebten.
Orsara ist von der Landwirtschaft geprägt. Im Umland von Orsara befinden sich zahlreiche Olivenhaine, wie Anbauflächen verschiedener Agrarprodukte.
Überregional berühmt ist Orsara ob seines Jazz Festivals „Orsara Musica“, welches von großem nationalen Renommée ist.

## Geschichte
Die Ursprünge Orsara di Puglia liegen in den ersten Jahrhunderten nach Christus. Sein Name entstammt den lateinischen Worten Ursus der Bär, wie Aer, das Gebiet.
In früherer Zeit lebten in den Wäldern Irpiniens in großer Zahl Bären sowie Füchse und Wölfe.
In der Tat hieß Orsara di Puglia bis 1884 Orsara Dauna Irpina, bevor es seinen heutigen Namen erhielt. 1929 wechselte Orsara durch Gebietsreformen von der Provinz Avellino in die Provinz von Foggia.

## Bevölkerungsentwicklung
Orsara di Puglia zählt 1305 Privathaushalte. Zwischen 1991 und 2001 fiel die Einwohnerzahl von 3530 auf 3313. Dies entspricht einer prozentualen Abnahme von 6,1 %.
Die Einwohnerentwicklung von Orsara di Puglia bis 2001: